# الستمائة
قرية الستمائة هي إحدى القرى التابعة لمركز حوش عيسى في محافظة البحيرة في جمهورية مصر العربية. حسب إحصاءات سنة 2006، بلغ إجمالي السكان في الستمائة 4594 نسمة، منهم 2355 رجل و2239 امرأة.